# Tirlanskij
Tirlanskij – wieś w Rosji, w Baszkortostanie. W 2010 roku liczyła 4427 mieszkańców.